# Fast hiking
Le fast hiking ou speed hiking ou parfois randonnée pédestre rapide est une discipline sportive et une déclinaison de la randonnée pédestre. Il se pratique à un rythme soutenu qui reste toutefois inférieur à celui du trottinement caractérisant la course à pied.
Le fast hiking est souvent assimilé à      
la « randonnée légère » en raison du poids du sac et des chaussures , avec l'usage ou non de bâtons de marche. La philosophie de ces deux disciplines est différente : le fast hiking privilégie le rythme de marche rapide (alternance de course et de marche) alors que la randonnée légère met l'accent sur le minimalisme et la légèreté du matériel sans objectif de performance.
Il se distingue également du trail par le rythme de course moins élevé mais aussi par des équipements et une tenue en tous points semblables à ceux de la randonnée pédestre classique contemplative avec sac à dos.